# Wereldbeker noordse combinatie 2021/2022
De wereldbeker noordse combinatie 2021/2022 (officieel: Viessmann FIS Nordic Combined World Cup) ging van start op 26 november 2021 in het Finse Kuusamo en eindigde op 13 maart 2022 in het Duitse Schonach. 
De Noor Jarl Magnus Riiber won, net als vorig seizoen, de algemene wereldbeker bij de mannen, bij de vrouwen ging de eindzege naar de Noorse Gyda Westvold Hansen.

## Mannen

### Kalender
| Datum                                                             | Plaats        | Detail                  | Eerste                                                                        | Tweede                                                           | Derde                                                       |
| ----------------------------------------------------------------- | ------------- | ----------------------- | ----------------------------------------------------------------------------- | ---------------------------------------------------------------- | ----------------------------------------------------------- |
| Ruka Tour                                                         |               |                         |                                                                               |                                                                  |                                                             |
| 26/11/2021                                                        | Kuusamo       | HS142 + 5 km            | Jarl Magnus Riiber                                                            | Johannes Lamparter                                               | Jens Lurås Oftebro                                          |
| 27/11/2021                                                        | Kuusamo       | HS142 + 10 km           | Terence Weber                                                                 | Eric Frenzel                                                     | Vinzenz Geiger                                              |
| 28/11/2021                                                        | Kuusamo       | HS142 + 10 km           | Jarl Magnus Riiber                                                            | Johannes Lamparter                                               | Jens Lurås Oftebro                                          |
| 04/12/2021                                                        | Lillehammer   | HS98 + 4×5 km           | Noorwegen Espen Bjørnstad Jens Lurås Oftebro Jørgen Gråbak Jarl Magnus Riiber | Duitsland Eric Frenzel Manuel Faißt Terence Weber Vinzenz Geiger | Japan Sora Yachi Ryota Yamamoto Yoshito Watabe Akito Watabe |
| 05/12/2021                                                        | Lillehammer   | HS140 + 10 km           | Jarl Magnus Riiber                                                            | Johannes Lamparter                                               | Eric Frenzel                                                |
| 11/12/2021                                                        | Otepää        | 10 km massastart + HS97 | Jarl Magnus Riiber                                                            | Espen Bjørnstad                                                  | Manuel Faißt                                                |
| 12/12/2021                                                        | Otepää        | HS97 + 10 km            | Jarl Magnus Riiber                                                            | Fabian Rießle                                                    | Julian Schmid                                               |
| 18/12/2021                                                        | Ramsau        | HS98 + 10 km            | Jarl Magnus Riiber                                                            | Vinzenz Geiger                                                   | Ilkka Herola                                                |
| 19/12/2021                                                        | Ramsau        | HS98 + 10 km            | Jarl Magnus Riiber                                                            | Vinzenz Geiger                                                   | Eric Frenzel                                                |
| 08/01/2022                                                        | Val di Fiemme | HS106 + 10 km           | Johannes Lamparter                                                            | Vinzenz Geiger                                                   | Eric Frenzel                                                |
| 09/01/2022                                                        | Val di Fiemme | HS106 + 10 km           | Vinzenz Geiger                                                                | Johannes Lamparter                                               | Johannes Rydzek                                             |
| 15/01/2022                                                        | Klingenthal   | HS140 + 10 km           | Johannes Lamparter                                                            | Kristjan Ilves                                                   | Ryota Yamamoto                                              |
| 16/01/2022                                                        | Klingenthal   | HS140 + 10 km           | Johannes Lamparter                                                            | Kristjan Ilves                                                   | Franz-Josef Rehrl                                           |
| 22/01/2022                                                        | Planica       | HS102 + 10 km           | Afgelast vanwege de coronapandemie                                            | Afgelast vanwege de coronapandemie                               | Afgelast vanwege de coronapandemie                          |
| 23/01/2022                                                        | Planica       | HS102 + 10 km           | Afgelast vanwege de coronapandemie                                            | Afgelast vanwege de coronapandemie                               | Afgelast vanwege de coronapandemie                          |
| Nordic Combined Triple                                            |               |                         |                                                                               |                                                                  |                                                             |
| 29/01/2022                                                        | Seefeld       | HS109 + 7,5 km          | Jarl Magnus Riiber                                                            | Vinzenz Geiger                                                   | Johannes Lamparter                                          |
| 30/01/2022                                                        | Seefeld       | HS109 + 10 km           | Vinzenz Geiger                                                                | Johannes Lamparter                                               | Jørgen Gråbak                                               |
| 31/01/2022                                                        | Seefeld       | HS109 + 12,5 km         | Jørgen Gråbak                                                                 | Johannes Lamparter                                               | Jarl Magnus Riiber                                          |
| 4 tot en met 20 februari: Olympische Winterspelen 2022 in Beijing |               |                         |                                                                               |                                                                  |                                                             |
| 26/02/2022                                                        | Lahti         | HS130 + 2 × 7,5 km      | Noorwegen I Jens Lurås Oftebro Jørgen Gråbak                                  | Oostenrijk Franz-Josef Rehrl Lukas Greiderer                     | Noorwegen II Espen Andersen Espen Bjørnstad                 |
| 27/02/2022                                                        | Lahti         | HS130 + 10 km           | Jarl Magnus Riiber                                                            | Vinzenz Geiger                                                   | Johannes Lamparter                                          |
| 05/03/2022                                                        | Oslo          | HS134 + 10 km           | Jarl Magnus Riiber                                                            | Johannes Lamparter                                               | Jens Lurås Oftebro                                          |
| 06/03/2022                                                        | Oslo          | HS134 + 10 km           | Jarl Magnus Riiber                                                            | Mario Seidl                                                      | Jens Lurås Oftebro                                          |
| 12/03/2022                                                        | Schonach      | HS100 + 10 km           | Jarl Magnus Riiber                                                            | Johannes Lamparter                                               | Jørgen Gråbak                                               |
| 13/03/2022                                                        | Schonach      | HS100 + 10 km           | Jarl Magnus Riiber                                                            | Johannes Lamparter                                               | Vinzenz Geiger                                              |

### Eindstanden
| Algemene wereldbeker | Algemene wereldbeker | Algemene wereldbeker | Algemene wereldbeker |
| #                    | Atleet               | Land                 | Punten               |
| -------------------- | -------------------- | -------------------- | -------------------- |
| 1                    | Jarl Magnus Riiber   | NOR                  | 1383                 |
| 2                    | Johannes Lamparter   | AUT                  | 1362                 |
| 3                    | Vinzenz Geiger       | GER                  | 979                  |
| 4                    | Jørgen Gråbak        | NOR                  | 783                  |
| 5                    | Kristjan Ilves       | EST                  | 627                  |
| 6                    | Jens Lurås Oftebro   | NOR                  | 618                  |
| 7                    | Eric Frenzel         | GER                  | 592                  |
| 8                    | Terence Weber        | GER                  | 542                  |
| 9                    | Ilkka Herola         | FIN                  | 530                  |
| 10                   | Mario Seidl          | AUT                  | 529                  |

| Landenklassement | Landenklassement | Landenklassement |
| #                | Land             | Punten           |
| ---------------- | ---------------- | ---------------- |
| 1                | Noorwegen        | 4691             |
| 2                | Duitsland        | 4367             |
| 3                | Oostenrijk       | 3874             |
| 4                | Japan            | 2018             |
| 5                | Finland          | 855              |
| 6                | Estland          | 627              |
| 7                | Frankrijk        | 551              |
| 8                | Verenigde Staten | 389              |
| 9                | Italië           | 283              |
| 10               | Tsjechië         | 182              |

| Prijzengeld | Prijzengeld        | Prijzengeld | Prijzengeld |
| #           | Atleet             | Land        | CHF         |
| ----------- | ------------------ | ----------- | ----------- |
| 1           | Jarl Magnus Riiber | NOR         | 138.040     |
| 2           | Johannes Lamparter | AUT         | 105.160     |
| 3           | Vinzenz Geiger     | GER         | 68.637      |
| 4           | Jørgen Graabak     | NOR         | 57.075      |
| 5           | Jens Lurås Oftebro | NOR         | 45.485      |
| 6           | Terence Weber      | GER         | 30.800      |
| 7           | Eric Frenzel       | GER         | 30.261      |
| 8           | Kristjan Ilves     | EST         | 29.690      |
| 9           | Ilkka Herola       | FIN         | 28.275      |
| 10          | Mario Seidl        | AUT         | 20.378      |

## Vrouwen

### Kalender
| Datum      | Plaats        | Detail                  | Eerste                             | Tweede                             | Derde                              |
| ---------- | ------------- | ----------------------- | ---------------------------------- | ---------------------------------- | ---------------------------------- |
| 03/12/2021 | Lillehammer   | HS98 + 5 km             | Gyda Westvold Hansen               | Mari Leinan Lund                   | Annika Sieff                       |
| 04/12/2021 | Lillehammer   | HS98 + 5 km             | Gyda Westvold Hansen               | Mari Leinan Lund                   | Lisa Hirner                        |
| 11/12/2021 | Otepää        | 5 km massastart + HS97  | Gyda Westvold Hansen               | Ida Marie Hagen                    | Yuna Kasai                         |
| 12/12/2021 | Otepää        | HS97 + 5 km             | Gyda Westvold Hansen               | Ida Marie Hagen                    | Marte Leinan Lund                  |
| 17/12/2021 | Ramsau        | HS98 + 5 km             | Gyda Westvold Hansen               | Ema Volavšek                       | Yuna Kasai                         |
| 08/01/2022 | Val di Fiemme | 5 km massastart + HS106 | Gyda Westvold Hansen               | Anju Nakamura                      | Lisa Hirner                        |
| 23/01/2022 | Planica       | HS102 + 5 km            | Afgelast vanwege de coronapandemie | Afgelast vanwege de coronapandemie | Afgelast vanwege de coronapandemie |
| 12/03/2022 | Schonach      | HS100 + 5 km            | Anju Nakamura                      | Haruna Kasai                       | Annika Sieff                       |
| 13/03/2022 | Schonach      | HS100 + 5 km            | Gyda Westvold Hansen               | Haruna Kasai                       | Ema Volavšek                       |

### Eindstanden
| Algemene wereldbeker | Algemene wereldbeker | Algemene wereldbeker | Algemene wereldbeker |
| #                    | Atleet               | Land                 | Punten               |
| -------------------- | -------------------- | -------------------- | -------------------- |
| 1                    | Gyda Westvold Hansen | NOR                  | 700                  |
| 2                    | Ida Marie Hagen      | NOR                  | 411                  |
| 3                    | Ema Volavšek         | SLO                  | 387                  |
| 4                    | Anju Nakamura        | JPN                  | 364                  |
| 5                    | ́Annika Sieff         | ITA                  | 338                  |
| 6                    | Marte Leinan Lund    | NOR                  | 290                  |
| 7                    | Lisa Hirner          | AUT                  | 286                  |
| 8                    | Yuna Kasai           | JPN                  | 258                  |
| 9                    | Jenny Nowak          | GER                  | 227                  |
| 10                   | Mari Leinan Lund     | NOR                  | 205                  |

| Landenklassement | Landenklassement | Landenklassement |
| #                | Land             | Punten           |
| ---------------- | ---------------- | ---------------- |
| 1                | Noorwegen        | 1887             |
| 2                | Japan            | 1008             |
| 3                | Duitsland        | 899              |
| 4                | Italië           | 700              |
| 5                | Slovenië         | 575              |
| 6                | Oostenrijk       | 540              |
| 7                | Rusland          | 349              |
| 8                | Verenigde Staten | 208              |
| 9                | Frankrijk        | 162              |
| 10               | Tsjechië         | 59               |

| Prijzengeld | Prijzengeld          | Prijzengeld | Prijzengeld |
| #           | Atleet               | Land        | CHF         |
| ----------- | -------------------- | ----------- | ----------- |
| 1           | Gyda Westvold Hansen | NOR         | 36.000      |
| 2           | Ida Marie Hagen      | NOR         | 10.450      |
| 3           | Anju Nakamura        | JPN         | 9.900       |
| 4           | Mari Leinan Lund     | NOR         | 9.600       |
| 5           | ́Ema Volavšek         | SLO         | 8.200       |
| 6           | Lisa Hirner          | AUT         | 6.750       |
| 7           | Haruka Kasai         | JPN         | 5.000       |
| 8           | Annika Sieff         | ITA         | 4.900       |
| 9           | Marti Leinan Lund    | NOR         | 4.500       |
| 10          | Yuna Kasai           | JPN         | 3.950       |

## Gemengd

### Kalender
| Datum      | Plaats        | Detail                    | Eerste                                                                           | Tweede                                                              | Derde                                                        |
| ---------- | ------------- | ------------------------- | -------------------------------------------------------------------------------- | ------------------------------------------------------------------- | ------------------------------------------------------------ |
| 09/01/2022 | Val di Fiemme | HS106 + 2×5 km + 2×2,5 km | Noorwegen Jens Lurås Oftebro Mari Leinan Lund Gyda Westvold Hansen Jørgen Gråbak | Oostenrijk Martin Fritz Lisa Hirner Annalena Slamik Lukas Greiderer | Duitsland Jakob Lange Cindy Haasch Jenny Nowak Terence Weber |

## Uitzendrechten
- Europa: Eurosport[a][1][2]
- Denemarken: NENT (TV3 Sport, TV3 Max en Viaplay)
- Duitsland: ARD/ZDF[3][4] en Eurosport
- Finland: NENT (Viaplay; uitgezonderd Zwitserse en Oostenrijkse wedstrijden) en YLE[5][6]
- Italië: Rai Sport en Eurosport
- Kroatië: HRT 2 en Eurosport
- Noorwegen: NENT (TV3 Norge en Viaplay)

- Oostenrijk: ORF[7] en Eurosport
- Slovenië: RTV SLO en Eurosport
- Slowakije: Dvojka en Eurosport
- Tsjechië: CT Sport en Eurosport
- Zweden: NENT (TV6 en Viaplay)[8][9]
- Zwitserland: SRG SSR[10] en Eurosport

1. ↑  Eurosport heeft de exclusieve rechten in: Albanië, Andorra, Armenië, Azerbeidzjan, België, Bosnië en Herzegovina, Bulgarije, Cyprus, Estland, Frankrijk (geselecteerde races), Georgië, Hongarije, Ierland, Israël, Kazachstan, Kosovo, Kirgizië, Letland, Liechtenstein, Litouwen, Luxemburg, Malta, Moldavië, Monaco, Montenegro, Nederland, Polen, Portugal, Oekraïne, Oezbekistan, Spanje, Tadzjikistan, Turkmenistan, Noord-Macedonië, Roemenië, Rusland, Servië, Turkije, Verenigd Koninkrijk, Wit-Rusland